# Psicotecnologia
Tecnopsicologia (palavra composta pela união dos termos gregos τεχνη — "técnica" e Ψυχολογία – “psicologia”) é um vocábulo que se refere, de maneira geral, aos estudos realizados pela psicologia acerca dos efeitos da tecnologia na mente humana.

## Origem e história
O termo tecnopsicologia foi criado recentemente pelo pesquisador e professor Derrick de Kerckhove, e exposto em seu livro intitulado “A pele da cultura”, para designar um novo campo possível de estudos na área de psicologia, voltado à pesquisa das características psicológicas desenvolvidas pelos indivíduos inseridos em ambientes tecnológicos, constantemente em transformação. Em suas próprias palavras, Kerckhove define a tecnopsicologia como “o estudo da condição psicológica das pessoas que vivem sob a influência da inovação tecnológica”.
A novidade do termo consiste na fusão das perspectivas teóricas adotadas pelo pesquisador: partindo da premissa de que a realidade psicológica humana não é algo pré-determinado, ele propõe à psicologia a realização de novos estudos que incorporem em suas pesquisas o impacto das transformações tecnológicas na constituição e ordenação dos processos mentais; essa contribuição oferecida à psicologia tem por propósito incorporar a esta ciência outra compreensão das mídias, não como meras ferramentas adquiridas pela humanidade, mas como nova condição da existência humana – tal como proposta por McLuhan. Essa perspectiva formulada por Kerckhove é animada pela crença de que “(...) o papel da psicologia pode ser o de interpretar e integrar os efeitos da tecnologia nos sujeitos”.
O termo também já fora outrora bastante utilizado, e ainda se pode raramente verificar esse uso na área de psicologia organizacional, para designar a aplicação de técnicas e teorias psicológicas com vistas à otimização de processos de produção e de aprendizagem. Este emprego do termo é verificado em antigos manuais de psicologia aplicada, por exemplo a publicação de Pierre Weil, e estudos sobre racionalização no trabalho, sobretudo industrial, vide os estudos de Léon Walther. Todavia, nestas obras, o vocábulo “tecnopsicologia” aparece, por vezes, grafado com o emprego hífen entre os termos: tecno-psicologia.
Alguns autores, ainda, usam indiscriminadamente o vocábulo tecnopsicologia e psicotecnologia, referindo-se ao mesmo conceito - perspectiva não compartilhada por Kerckhove.